# TIMB 2
TIMB 2 è stato uno dei multiplex della televisione digitale terrestre a copertura nazionale presenti nel sistema DVB-T italiano. Apparteneva a Persidera, operatore di rete nazionale italiano.
La sua ricezione era possibile anche via satellite Atlantic Bird 1, posizionato a 12,5 gradi ovest fino alla data di conclusione dello switch-off.

## Caratteristiche
Il TIMB 2 trasmetteva inizialmente in SFN sul canale 60 della banda UHF V in tutta Italia, tranne in Sicilia e in alcune zone d'Italia; fino alla chiusura, invece , era trasmesso in tutta Italia sul canale 55 della banda UHF V.

## Storia
Il multiplex è stato attivato a partire dal 2004 con l'acquisto di numerose frequenze in precedenza appartenute ad emittenti locali. All'inizio conteneva: LA7, MTV, Music Box Italia, Canale D, LA7 Cartapiù A, LA7 Cartapiù B, LA7 Cartapiù C, LA7 Cartapiù D, LA7 Cartapiù E, LA7 Cartapiù F e LA7 Cartapiù attivazione.

### 2005
- 27 agosto 2005: Attivato il canale LA7 Sport.
- 1º settembre 2005: Eliminato Canale D.

### 2006
- 18 settembre 2006: Attivato SitcomUNO.

### 2007
- 1º aprile 2007: Eliminati LA7 Sport, Music Box Italia e MTV.

### 2008
- 1º gennaio 2008: Rinominato SitcomUNO in FacileTV.
- 1º novembre 2008: Eliminato FacileTV.

### 2009
- 7 marzo 2009: Eliminati tutti i canali LA7 Cartapiù e attivata la nuova pay tv Dahlia TV.
- 1º dicembre 2009: Aggiunto ROVI.

### 2010
- 1º ottobre 2010: Eliminato Dahlia Eros e aggiunti Dahlia Adult Gay e Dahlia Adult 3.

### 2011
- 26 gennaio 2011 Aggiunti i canali RTL 102.5 TV e HSE24 (solo per le aree di switch-off).
- 7 febbraio 2011: Cambiata la numerazione LCN di tutti i canali Dahlia TV.
- 14 febbraio 2011: Eliminato HSE24, trasferito sul mux TIMB 1 (solo per le aree di switch-off).
- 25 febbraio 2011: Chiudono i canali di Dahlia TV ma, momentaneamente, mantengono la loro posizione di LCN.
- 14 marzo 2011: Eliminati tutti i canali Dahlia TV, ne rimane solo uno sul 401 con la denominazione "DAHLIA TV".
- 31 marzo 2011: Aggiunto Frisbee (solo per le aree non digitalizzate) e eliminato il canale Dahlia TV che mostrava il cartello di chiusura.
- 17 giugno 2011: Aggiunti MTV HD e MTV Music HD (solo per le aree di switch-off). Aggiunto QVC Replica.
- 11 luglio 2011 : Aggiunti LA7 HD (solo aree switch-over) e LA7d HD (solo aree switch-off). Eliminato MTV Music HD.
- 1º settembre 2011: Aggiunto il canale radio RTL 102.5 (solo aree switch-off).
- 22 settembre 2011: Inserito Padre Pio TV (solo aree switch-off).
- 10 ottobre 2011: Eliminato QVC Replica.
- 19 ottobre 2011: Aggiunto QVC (solo aree switch-over)
- 21 ottobre 2011: Aggiunto HSE24 (solo aree switch-over)
- 24 ottobre 2011: Eliminato Padre Pio TV. Inserito Doc-U (solo aree switch-off).
- 7 dicembre 2011: Inseriti Sportitalia 1 e Sportitalia 2 e eliminati MTV HD, LA7d HD e MTV Music HD (solo aree all digital)
- 12 dicembre 2011: Eliminato LA7 HD e inseriti Sportitalia 1 e Sportitalia 2 (solo aree switch-over)
- 14 dicembre 2011: Inserito Sportitalia 24.
- 20 dicembre 2011: Inserito SwitchTV (solo aree all digital).

### 2012
- 20 gennaio 2012: Rinominato SwitchTV in STV (solo aree all digital).
- 18 marzo 2012: Rinominato STV in Super! (solo aree all digital).
- 24 marzo 2012: Eliminato RTL 102.5 e aggiunto il canale radio RTL 102.5 Cool (solo aree all digital)
- 14 maggio 2012: Aggiunto Vero (solo aree all digital)
- 17 maggio 2012: Sospese e rinviate a data da destinarsi le trasmissioni di LA7 HD.
- 4 luglio 2012: Chiuso il multiplex TIMB2 NAZIONALE, diffuso solo nelle aree fino a quella data non ancora digitalizzate.
- 12 luglio 2012: Eliminato Doc-U e aggiunto Focus.
- 7 agosto 2012: Eliminato Vero e aggiunto Padre Pio TV.
- 5 novembre 2012: Aggiunto Arturo.
- 28 dicembre 2012 : Eliminata la LCN a Focus.

### 2013
- 7 gennaio 2013: Eliminato Focus.
- 5 febbraio 2013: Aggiunto il canale Effetto Notte.
- 25 febbraio 2013 : Rinominato Effetto Notte in Gardenia.
- 27 febbraio 2013: Eliminato LA7 HD.
- 24 luglio 2013: Sostituita RTL 102.5 Cool con RTL 102.5.
- 27 agosto 2013 : Sostituito Gardenia con iLIKE.TV.
- 3 settembre 2013: Partita la conversione del mux dall'UHF 60 all'UHF 55 solamente in Sicilia.
- 1º novembre 2013: Eliminati e chiusi i canali Sportitalia 1, Sportitalia 2 e Sportitalia 24 e aggiunti Sport Uno, Sport Due e Sport Tre.
- 20 dicembre 2013: Sostituiti Sport Uno, Sport Due e Sport Tre con Canale 60, Canale 61 e Canale 62.
- 25 dicembre 2013: Rinominato Arturo in Alice.

### 2014
- 1º gennaio 2014: Partite le trasmissioni di Alice.
- 13 gennaio 2014: Aggiunto Leonardo.
- 14 gennaio 2014: Tolta la LCN a RTL 102.5 TV e RTL 102.5.
- 29 gennaio 2014: Partita l'accensione del mux anche in altre zone d'Italia sull'UHF 55 in contemporanea con l'UHF 60 che successivamente verrà spento.
- 17 febbraio 2014: Aggiunto Marcopolo. Senza identificativo le numerazioni 60, 61, 62.
- 21 febbraio 2014: Aggiunto Easy Kids.
- 24 febbraio 2014: Eliminati RTL 102.5 TV e RTL 102.5.
- 11 marzo 2014: Aggiunto Nuvolari, eliminato Easy Kids e spostato Marcopolo dalla numerazione 224 alla 223. Riaggiunto in serata Easy Kids.
- 16 aprile 2014: Eliminato Easy Kids.
- 17 aprile 2014: Aggiunta una copia di Nuvolari sulla LCN 60.
- 30 aprile 2014: Aggiunto Split TV e una copia di Marcopolo sulla LCN 61.
- 16 luglio 2014: Aggiunta una copia di Leonardo sulla LCN 62.
- 7 agosto 2014: Aggiunto Junior TV.
- 1º settembre 2014: Eliminato ROVI.
- 26 settembre 2014: Aggiunto We Share.
- 29 settembre 2014 : Tolta la numerazione e aggiunta la dicitura "provvisorio" a Padre Pio TV.
- 9 ottobre 2014: Eliminato We Share e aggiunto iLIKE.TV sulla numerazione 163. Rinominato iLIKE.TV in 230 sulla numerazione 230.

### 2015
- 8 gennaio 2015: Eliminato Padre Pio TV Provvisorio.
- 12 gennaio 2015: Eliminato 230.
- 25 gennaio 2015: Eliminato iLIKE.TV.
- 29 gennaio 2015: Eliminata la LCN a Junior TV.
- 13 febbraio 2015: Eliminato Junior TV.
- 16 febbraio 2015: Eliminato Split TV e aggiunto Gazzetta TV.
- 19 febbraio 2015: Aggiunto TV Italia.
- 20 febbraio 2015: Eliminato TV Italia.
- 27 febbraio 2015: Aggiunto TV Italia.
- 8 aprile 2015: Eliminato TV Italia e aggiunto Telecampione.
- 28 aprile 2015: Aggiunto TLC Italia.
- 29 aprile 2015: Aggiunti Mediatext.it, Italia Channel e Pianeta TV.
- 26 maggio 2015: Eliminato TLC Italia e la LCN a Telecampione.
- 29 maggio 2015: Eliminato Telecampione e aggiunto Linea Italia.
- 5 giugno 2015: Eliminate le LCN 60, 61 e 62 rispettivamente a Nuvolari, Marcopolo e Leonardo.
- 15 giugno 2015: Riaggiunta la LCN 60 a Nuvolari e eliminate le copie senza LCN di Marcopolo e Leonardo.
- 16 giugno 2015: Eliminata la copia sul 60 di Nuvolari.
- 17 giugno 2015: Eliminato Nuvolari sul 224, che rimane solo sul 60. Aggiunti Alice Kochen sul 224 e Telecampione sul 75.
- 9 luglio 2015: Eliminato Linea Italia e aggiunto Sport 2 sul 62.
- 28 luglio 2015: Spostato Italia Channel dal 228 al 123.
- 5 agosto 2015: Sostituito Sport 2 con Nuvolari sul 62.
- 1º settembre 2015: Eliminato Leonardo sul 222 e inserita una copia di Marcopolo. Eliminato Alice Kochen e inserita una copia di Alice.
- 9 settembre 2015: Aggiunto WorldNetChannel.
- 28 settembre 2015: Eliminato WorldNetChannel.
- 14 dicembre 2015: Aggiunto SuperTennis e aggiunta la dicitura "provvisorio" a Super!.

### 2016
- 6 gennaio 2016: Chiuso ed eliminato Gazzetta TV. Al suo posto viene aggiunto Split TV.
- 1º febbraio 2016: Eliminato Telecampione e aggiunto Orler TV.
- 26 febbraio 2016: Eliminata la LCN a SuperTennis.
- 14 marzo 2016: Eliminato Nuvolari e aggiunto Top Calcio.
- 1º aprile 2016: Eliminati dalle LCN 223 e 224 i canali Alice e Marcopolo.
- 7 giugno 2016: Eliminata la LCN a Top Calcio.
- 29 luglio 2016: Aggiunti Alice Cucina sulla LCN 223 e Marcopolo Diari sulla 224.
- 30 settembre 2016: Aggiunto Servizio TEST.

### 2017
- 5 gennaio 2017: Aggiunto Nove HD e eliminato Top Calcio.
- 23 gennaio 2017: Iniziate le trasmissioni in HD nativo per Nove HD.
- 15 gennaio 2017: Eliminato Super! Provvisorio, terminate le trasmissioni su SuperTennis.
- 1º febbraio 2017: Eliminato Alice Cucina e aggiunto Case Design Stili.
- 26 aprile 2017: Eliminato SuperTennis.
- 5 maggio 2017: Eliminata la LCN ad Orler TV.
- 22 maggio 2017: Eliminato Servizio Test e aggiunti TV2000 e Radio Vaticana Italia.
- 1º agosto 2017: Aggiunto Cine Sony.
- 18 settembre 2017: Eliminata la LCN a Cine Sony.
- 28 settembre 2017: Eliminati Split TV, Orler TV e Cine Sony e aggiunto Alpha.

### 2018
- 16 gennaio 2018: Eliminata la LCN a Italia Channel, Mediatext.it e Pianeta TV.
- 12 febbraio 2018: Aggiunti Acqua e Play.me.
- 21 marzo 2018: Eliminato Acqua e aggiunto ibox65.
- 6 giugno 2018: Eliminato Play.me e aggiunto ibox.it.
- 1º luglio 2018: Eliminati Italia Channel, Mediatext.it e Pianeta TV.
- 8 ottobre 2018: Eliminato Marcopolo Diari e aggiunto Pop Economy.
- 26 ottobre 2018: Eliminato Nove HD.

### 2019
- 25 gennaio 2019: Aggiunto Sfera TV.
- 1º febbraio 2019: Eliminato e chiuso ibox65 e aggiunto Canale 65.
- 28 giugno 2019: Aggiunto Radio Cusano TV Italia.
- 12 dicembre 2019: Aggiunto Radio Kiss Kiss TV.
- 20 dicembre 2019: Aggiunto Parole di Vita.
- 21 dicembre 2019: Chiuso ed eliminato Alpha. Al suo posto viene aggiunta una copia di Motor Trend.

### 2020
- 7 gennaio 2020: Eliminati Alice, Marcopolo, Case Design Stili e Pop Economy.
- 11 febbraio 2020: Eliminato ibox.it e aggiunto BOM Channel.
- 30 marzo 2020: Aggiunta Radio Zeta.
- 9 aprile 2020: Aggiunto Babel-Romit TV.
- 1º maggio 2020: Eliminato Canale 65 e aggiunti Alma TV - Alice & Marcopolo, Alice, Marcopolo, CaseDesignStili e PopEconomy; questi ultimi quattro canali sono copie di Alma TV.
- 10 maggio 2020: Fine delle trasmissioni per Babel-Romit TV.[1]
- 22 maggio 2020: Aggiunto Zelig Sport.
- 28 maggio 2020: Aggiunti RDS Social TV e Mediatext.it.
- 3 luglio 2020: Radio Cusano TV Italia passa all'alta definizione.[2]
- 7 luglio 2020: Alma TV - Alice & Marcopolo passa all'alta definizione.[3]
- 17 luglio 2020: Rinominato Radio Cusano TV Italia in Cusano Italia TV.
- 20 luglio 2020: Rinominato Alma TV - Alice & Marcopolo in Alma TV.
- 1º novembre 2020: Eliminato e chiuso Zelig Sport e aggiunto Canale 63.
- 1º dicembre 2020: Radio Zeta passa all'alta definizione[4].

### 2021
- 5 gennaio 2021: Eliminato Babel-Romit TV.
- 16 aprile 2021: Eliminati Alice, Marcopolo, CaseDesignStili e PopEconomy.
- 23 aprile 2021: Aggiunto Byoblu.
- 27 maggio 2021: Eliminata la LCN a Motor Trend che diventa Provvisorio.
- 18 luglio 2021: Alma TV ritorna in definizione standard.
- 1º settembre 2021: Eliminato Motor Trend - Provvisorio.
- 8 settembre 2021: Aggiunto RTL 102.5 NEWS.
- 28 settembre 2021: Rinominato Sfera TV in TCI.
- 15 ottobre 2021: Aggiunto un duplicato di RDS Social TV sulla LCN 703.
- 8 novembre 2021: Eliminato il duplicato di RDS Social TV sulla LCN 703.
- 25 novembre 2021: Reinserito il duplicato di RDS Social TV sulla LCN 724.
- 6 dicembre 2021: Eliminate le LCN a RTL 102.5 NEWS e RADIO ZETA che diventano Provvisorio.
- 15 dicembre 2021: Aggiunti Gold TV Italia, La4 Italia, Channel24, Rete Italia, Linea GEM, Linea Italia, Orler TV e Radio Radio TV.
- 31 dicembre 2021: Eliminati Canale 63, Orler TV, RADIO ZETA - Provvisorio e RTL 102.5 NEWS - Provvisorio e aggiunti Donna Sport TV, GO-TV, Arte Investimenti, InLinea TV, Air Italia e Fire TV.

### 2022
- 3 gennaio 2022: Aggiunti Italia Channel, Canale 162, Canale 163, Canale 165, iLIKE.TV, Canale 232, Canale 235, LA242, Pianeta TV e Canale 263.
- 4 gennaio 2022: Aggiunti SoloCalcio e Canale 268 in HbbTV. Aggiunti Promo Food, Promo Travel, Promo Home, Promo Living, Promo Life, Promo Shopping, Promo Music, Canale 237 e Promo Kids. Canale 235 passa alla modalità HbbTV.
- 4 febbraio 2022: Aggiunti in HbbTV WELCOME IN (precedentemente chiamato WELCOME TV), BIKE, BFC, PREMIO LIVE, PREMIO SPORT, PREMIO SPORT 2 e PREMIO 800.
- 21 febbraio 2022: TV2000 diventa provvisorio.
- 8 marzo 2022: TV2000 (provvisorio) passa dall'LCN 28 alla 528.
- 1º aprile 2022: Eliminata la LCN a GO-TV che diventa provvisorio. Eliminati CANALE 263, LA242 e PROMO MUSIC. Aggiunto AP Channel.
- 30 maggio 2022: Aggiunti TV 153, LA 242 e CANALE 263. Fine delle trasmissioni per GO-TV (provvisorio) che trasmette a schermo nero.
- 1º giugno 2022: Eliminato ALMA TV. Aggiunto TV 243. Rinominato GO-TV (provvisorio) in GM24.IT (provvisorio) che trasmette un cartello informativo.
- 16 giugno 2022: Eliminate le LCN a ITALIA CHANNEL, GOLD TV ITALIA, LA 4 ITALIA, CHANNEL 24, LINEAGEM, RADIO KISS KISS TV, Mediatext.it e PIANETA TV che diventano provvisorio. Rinominata RADIO VATICANA ITALIA in RADIO VATICANA ITA (provvisorio).
- 28 giugno 2022: Eliminata la LCN a TV2000 (provvisorio). Eliminate le LCN a SoloCalcio, DONNA SPORT TV, TCI, Byoblu, RDS Social TV, CUSANO ITALIA TV, RADIO RADIO TV e ARTE INVESTIMENTI che diventano provvisorio.
- 29 giugno 2022: Chiusura del mux in tutta Italia.

## Servizi
Sul multiplex TIMB 2 erano presenti canali televisivi gratuiti di diversi editori.

### Canali televisivi presenti al momento della chiusura
| LCN         | Canale                           | Note           |
| ----------- | -------------------------------- | -------------- |
| 68          | BOM Channel                      | FTA            |
| 131 207     | RETE ITALIA PROMO LIVING         | FTA            |
| 137 237     | INLINEA TV CANALE 237            | FTA            |
| 138 238     | AIR ITALIA PROMO KIDS            | FTA            |
| 140         | LINEA ITALIA                     | FTA            |
| 147 209     | FIRE TV PROMO SHOPPING           | FTA            |
| 153 242 263 | TV 153 LA 242 CANALE 263         | FTA            |
| 162 230     | CANALE 162 ILIKE.TV              | FTA            |
| 163 232     | CANALE 163 CANALE 232            | FTA            |
| 165         | CANALE 165                       | FTA            |
| 204         | PROMO FOOD                       | FTA            |
| 205         | PROMO TRAVEL                     | FTA            |
| 206         | PROMO HOME                       | FTA            |
| 208         | PROMO LIFE                       | FTA            |
| 220         | AP Channel                       | FTA            |
| 226         | WELCOME IN                       | cartello HbbTV |
| 235         | CANALE 235                       | cartello HbbTV |
| 243         | TV 243                           | FTA            |
| 245         | Parole di Vita                   | FTA            |
| 259         | BIKE                             | cartello HbbTV |
| 260         | BFC                              | cartello HbbTV |
| 268         | CANALE 268                       | cartello HbbTV |
| 410         | PREMIO LIVE                      | cartello HbbTV |
| 411         | PREMIO SPORT 1                   | cartello HbbTV |
| 412         | PREMIO SPORT 2                   | cartello HbbTV |
| 828         | PREMIO 800                       | cartello HbbTV |
| -           | ARTE INVESTIMENTI (provvisorio)  | FTA            |
| -           | Byoblu (provvisorio)             | FTA            |
| -           | CHANNEL 24 (provvisorio)         | FTA            |
| -           | CUSANO ITALIA TV (provvisorio)   | FTA (HDTV)     |
| -           | DONNA SPORT TV (provvisorio)     | FTA            |
| -           | GM24.IT (provvisorio)            | FTA            |
| -           | GOLD TV ITALIA (provvisorio)     | FTA            |
| -           | ITALIA CHANNEL (provvisorio)     | FTA            |
| -           | LA 4 ITALIA (provvisorio)        | FTA            |
| -           | LINEAGEM (provvisorio)           | FTA            |
| -           | Mediatext.it (provvisorio)       | FTA            |
| -           | PIANETA TV (provvisorio)         | FTA            |
| -           | RADIO KISS KISS TV (provvisorio) | FTA (HDTV)     |
| -           | RADIO RADIO TV (provvisorio)     | FTA            |
| -           | RDS Social TV (provvisorio)      | FTA (HDTV)     |
| -           | RDS Social TV (provvisorio)      | FTA (HDTV)     |
| -           | SoloCalcio (provvisorio)         | cartello HbbTV |
| -           | TCI (provvisorio)                | FTA            |
| -           | TV2000 (provvisorio)             | FTA (MPEG-2)   |

### Canali radiofonici presenti al momento della chiusura
| LCN | Canale                           | Note |
| --- | -------------------------------- | ---- |
| -   | RADIO VATICANA ITA (provvisorio) | FTA  |